# Obscénité et Vertu
Pour plus de détails, voir Fiche technique et Distribution.
Obscénité et Vertu (Filth and Wisdom) est un film britannique de Madonna sorti en France le 16 septembre 2008.

## Synopsis
AK, un immigré ukrainien, partage à Londres un appartement avec Holly et Juliette. Chacun d'entre eux poursuit un rêve bien précis qui n'a pas grand-chose à voir avec son quotidien.
AK veut être une star internationale de la chanson mais pour l'instant, il est gigolo sado-maso. Holly, veut être danseuse de ballet mais pour l'instant, elle travaille dans une boîte de strip-tease. Quant à Juliette, elle rêve de sauver de la famine des enfants africains mais pour l'heure, elle est vendeuse dans une pharmacie et tente de récolter des pièces jaunes.
Les situations incongrues et cocasses s'enchaînent, toujours de façon comique. Pour pouvoir donner corps à leurs rêves, il leur faudra d'abord toucher le fond !

## Fiche technique
- Titre : Obscénité et Vertu
- Titre original : Filth and Wisdom
- Réalisation : Madonna
- Scénario : Madonna et Dan Cadan
- Photographie : Tim Maurice-Jones
- Montage : Russell Icke
- Production : Nicola Doring
- Société de production : Semtex Films et HSI Films
- Société de distribution : La Fabrique de films (France)
- Pays de production :  Royaume-Uni
- Genre : Comédie dramatique
- Durée : 84 minutes
- Dates de sortie : 
  - France : 17 septembre 2008

## Distribution
- Eugene Hütz : A. K.
- Holly Weston : Holly
- Vicky McClure : Juliette
- Richard E. Grant : Professeur Flynn
- Stephen Graham : Harry Beechman
- Ade : DJ

## Autour du film
Gogol Bordello est le groupe de gypsy punk dont A.K. (Eugene Hütz) est le chanteur. Certaines scènes sont des montages d'archives du groupe.